# Oswaldo Payá
Oswaldo Payá Sardiñas (Havana, Cuba, 29 de fevereiro de 1952 - Província de Granma, 22 de julho de 2012) foi um ativista político cubano, líder da oposição política ao governo cubano. Foi o fundador e organizador do Projeto Varela, mediante o qual, amparado pela constituição cubana, recolheu as assinaturas necessárias para apresentar ao governo um pedido de alterações à legislação.
Oswaldo Payá foi um dos fundadores do Movimento Cristão "Liberación" em 1988. Criado por católicos seculares, este movimento político não tem afiliação religiosa e busca promover os direitos humanos e cívicos dos cubanos.
Foi galardoado com o Prémio Sakharov de Direitos Humanos do Parlamento Europeu em 2002. O seu nome esteve nas listas de candidatos ao Prémio Nobel da Paz em 2011, 2010, 2008, 2003 e 2002. Foi vice-presidente honorário da Internacional Democrata de Centro.
Morreu em 22 de julho de 2012 num acidente de viação na província de Granma, em Cuba

## Prémios
Entre numerosas distinções:
- Prémio Sakharov para os Direitos Humanos (2002)
- Prémio Homo Homini (1999)